# Tomás Bretón
Tomás Bretón, (Salamanca, 29 de dezembro de 1850 — Madrid, 2 de dezembro de 1923), foi um compositor espanhol.

## Biografia
Compositor e violinista espanhol, nascido em Salamanca. Fez primeiros estudos musicais na Escola de Belas Artes y Nobles de Sant Eloi, na sua cidade natal, onde ganhava a vida tocando em pequenas orquestras, teatros e igrejas. Aos 16 anos, mudou-se para Madrid, onde tocou na orquestra de Barbieri, continuou a sua aprendizagem no Conservatório Real com Emilio Arrieta. Mais tarde, protegido por Alfonso XII de Espanha e dos Condes de Morphy, foi com uma bolsa estudar para Roma, Milão, Viena e Paris.
Em Madrid ocupou a presidência e a Direção músical do Conservatório Real. Em 1872, recebeu, juntamente com Chapí, o primeiro prêmio do Conservatório, fundou a Unió Artística Musical. Morreu em Madrid em 2 de Dezembro de 1923.

## Obras
- Los dos caminos, zarzuela em 1 ato estreada em 1874 com libretto de Calixto Navarro.
- El viaje de Europa, ópera em 2 atos (1874) com libretto de Feliu y Codina.
- El alma em un hilo, zarzuela em 2 atos (1874) com libretto de Pedro Ponce i Juan Carranza.
- El bautizo de Pepín zarzuela (1874), em colaboração com o mestre Arche.
- Dos leones, zarzuela em 2 atos em colaboração com Manuel Nieto), estreada no Teatro Romea de Madrid, em 1874; texto de Salvador María Granés e Calixt Navarro.
- María (1875), zarzuela em 2 atos com libretto de Navarro.
- El 93 (1875), zarzuela em 1 ato com libretto de Navarro.
- El inválido (1875), zarzuela em 1 ato com libretto de Navarro.
- Un chaparrón de maridos, zarzuela em 1 ato (1875) com libreto de Rafael Maria Liern e Anselmo Pila.
- El barberillo de Orán, ópera em 3 atos, libretto de Rafael Maria Liern.
- Por un cantar (1875), "sainet còmic líric" em 1 ato, libretto de Alejandro Vidal y Díaz.
- El capitán Mendoza (1876), zarzuela em 2 atos com libretto de Luis de Olona y Gaeta.
- Guzmán el Bueno, ópera em 1 ato estreada no Teatro Apolo (1877) com libretto de Antonio Arnao.
- Huyendo de ellas (1877), ópera em 2 atos.
- Novio, padre y suegro (1877), zarzuela em 2 atos, libretto de Augusto E. Madan y García.
- Cuidado con los estudiantes! (1877), zarzuela em 1 ato, libretto de Augusto E. Madan y García.
- Estudiantes y alguaciles (1877), zarzuela em 1 ato, libretto de Augusto E. Madan y García.
- Contar con la huéspeda o Locuras madrileñas, (1977), zarzuela em 1 ato, libretto de Luis Pérez.
- Bonito país (1877), zarzuela em colaboração com Federico Chueca e Joaquín Valverde.
- El campanero de Begoña, zarzuela em 3 atos (1878) com libretto de Mariano Pina Domínguez.
- Corona contra Corona (1879), zarzuela em 3 atos, libretto de Navarro.
- Las señoritas de Conil (1880), "pasillo cómico lírico" em 1 ato, libretto de R. Palomino de Guzmán.
- Los amores de un píncipe (1881), zarzuela em 3 atos, libretto de José Sala i Ramiro Sirgue.
- Vista y sentencia (1886), zarzuela bufa em 1 ato, libretto de Navarro y Granés.
- El grito no cielo (1886), ópera em 1 ato, libretto de Navarro.
- Bal masqué (1888), ópera em 1 ato, libretto de Strauss i Bretón.
- Los amantes de Teruel, ópera em 4 atos estreada a Madrid em 1889, sobre un libretto escrito pelo mesmo Tomás Bretón e baseado na obra original de Juan Eugenio Hartzenbusch.
- El caballo del señorito (1890), zarzuela em 1 ato, libretto de Ricardo de la Vega.
- Garín ópera, estreada em 1892.[1]
- La verbena de la Paloma, soneto lírico em 1 ato,  a obra mais famos, estreada em  1894; libretto de de la Vega..
- El domingo de Ramos (1894), zarzuela em 1 ato, libretto de Miguel Echegaray.
- La Dolores, ópera estreada em 1895 no Teatro de la Zarzuela com libretto de Josep Feliu i Codina.
- Al fin se casa la Nieves (1895), zarzuela em 1 ato, libretto de de la Vega.
- Botín de guerra (1896), zarzuela em 1 ato, libretto de Eusebio Sierra.
- El guardia de corps (1897), zarzuela em 1 ato, libretto de Mariano Vela e Carlos Servet Fortunyo
- El puente del diablo (1898), zarzuela em 1 ato, libretto de Mariano Vela e Carlos Servet Fortunyo
- El reloj de cuco (1898), zarzuela em 1 ato, libretto de Manuel de Labra e Enrique Ayuso.
- El clavel rojo (1899), zarzuela em 3 atos, libretto de Guillermo Perrín e Miguel de Palacios.
- La cariñosa (1899), zarzuela em 1 ato, libretto de José Jackson Veyán.
- Covadonga (1900), ópera em 3 atos, libretto de Marcos Zapata e Eusebio Sierra.
- La bien plantá (1902-1904), zarzuela em 1 ato, libretto de Vela e Servet.
- El ojo del amo (1901).
- La paz del campo (1906), zarzuela-sainet em 1 ato, libretto de Enrique Vega.
- El certamen de Cremona (1906), comédia musical em 1 ato, libretto de Carlos Fernández Shaw, baseada numa obra de Coppée.
- El sueño de Regina (1906), ópera em 1 ato, libretto de Manuel Linares Rivas.
- Felicidad (1907), ópera em 1 ato, libretto de Justo Huete.
- Ya se van los quintos, madre (1908), zarzuela em 1 ato, libretto de Alfonso B. Alfaro.
- La generosa (1909), zarzuela em 1 ato, libretto de Gabriel Merino.
- Piel de oso (1909), zarzuela em 1 ato, libretto de José Luis Barbadillo i A. Custodio.
- Al alcance de la mano (1911), ópera em 1 ato, libretto de Jorge i José de la Cueva.
- Les percheleras (1911), zarzuela em 1 ato, libretto de Mihura i González del Toro.
- Tabaré, ópera em 3 atos estreada em Buenos Aires em 1913 baseada na epopeia do poeta uruguaio Juan Zorrilla de San Martín.
- Las cortes de amor ou El trovador Lisardo (1914), opereta em 3 atos, libretto de Jacinto Soriano.
- El señor Gil (1914), ópera em 3 atos, libretto de Tomás Luceño.
- Los húsares del Zar (1914), zarzuela em 1 ato, libretto de R. Campo, Avilés Meana e Carlos Rufart Camps.
- La guitarra del amor (1914), fantasia musical em 1 ato, libretto de Perrín e de de Palacios.
- Fraile fingido (1919), ópera em 1 ato, libretto de Luceño.